# Volkssturmgewehr 1-5
Volkssturmgewehr 1-5 — німецька бойова гвинтівка часів завершення Другої світової війни.
У цій гвинтівці використовувались магазини та боєприпаси від гвинтівки StG-44. Під запобіжною скобою знаходились невеликі отвори для спуску зайвих порохових газів, завдяки чому відбувалося сповільнення затвора.
Гвинтівка була досить надійною та ефективною, мала невелику масу (4,6 кг) та магазин на 30 патронів калібру 7,92 мм.
Випускалася для народного ополчення (нім. das volkssturm) — німецьких напівпартизанських військових формувань, що складалися здебільшого з людей, котрі не могли бути військовослужбовцями — найчастіше літніх осіб, дітей і підлітків. В кінці війни централізоване постачання зброї та спорядження майже повністю припинилося, тому цю гвинтівку виготовляли в будь-яких механічних майстернях, які були здатні на таку роботу.